# Li Ch'ing-Chao (krater)
Li Ch'ing-Chao är en nedslagskrater på planeten Merkurius, med en diameter på ungefär 69 kilometer.
1976 uppkallade den efter poeten Li Qingzhao.